# Tyronn Lue
Tyronn Jamar Lue (Mexico, 3 de maio de 1977) é um ex-jogador e treinador profissional de basquete que atualmente é o treinador principal do Los Angeles Clippers da National Basketball Association (NBA). Ele serviu anteriormente como treinador principal do Cleveland Cavaliers, ajudando-os a conquistar seu primeiro e único título da NBA.
Ex-armador, Lue jogou basquete universitário por Nebraska antes de ser selecionado pelo Denver Nuggets como a 23ª escolha geral no draft da NBA de 1998. Ele foi rapidamente trocado para o Los Angeles Lakers. Como membro dos Lakers, Lue ganhou dois títulos da NBA em suas primeiras três temporadas.
Após encerrar sua carreira como jogador em 2009, Lue tornou-se Diretor de Desenvolvimento de Basquete do Boston Celtics. Em 2014, ele foi contratado pelos Cavaliers como treinador assistente principal. Lue foi promovido a treinador principal durante a temporada de 2015-16, substituindo o demitido David Blatt. Na mesma temporada, Lue levou os Cavaliers ao seu primeiro título da NBA, tornando-se um dos poucos treinadores estreantes na NBA a liderar sua equipe para um título. Lue também levou os Cavaliers às Finais da NBA nas temporadas de 2016-17 e 2017-18; em ambas as temporadas, os Cavaliers foram derrotados pelo Golden State Warriors nas Finais da NBA. Lue foi demitido por Cleveland em outubro de 2018. Posteriormente, ele tornou-se o treinador principal dos Clippers e liderou a franquia à sua primeira aparição nas finais de conferência na história do time.

## Carreira no ensino médio e na universidade
Lue se formou na Raytown Senior High School em Raytown, Missouri. Posteriormente, frequentou a Universidade de Nebraska-Lincoln, onde jogou basquete e estudou sociologia. Lue foi um membro fundamental da equipe de 1995-96 que venceu o National Invitation Tournament de 1996, derrotando a Universidade Saint Joseph na final. Ele terminou sua carreira como o terceiro de todos os tempos em assistências (432), quarto em arremessos de três pontos convertidos (145) e tentados (407), quinto em roubos de bola (154) e sétimo em pontuação (1.577). Lue liderou Nebraska em assistências em cada uma de suas três temporadas e terminou sua carreira empatado com Dave Hoppen pelo maior número de jogos com 30 ou mais pontos (7). Ele se declarou para o draft da NBA após sua terceira temporada.

## Carreira profissional

### Los Angeles Lakers (1998–2001)
Lue optou pela entrada antecipada no draft da NBA de 1998. Ele foi selecionado pelo Denver Nuggets como a 23ª escolha geral, mas foi trocado na noite do draft para o Los Angeles Lakers junto com Tony Battie em troca de Nick Van Exel. Seus primeiros três anos com os Lakers foram decepcionantes. Seu tempo de jogo foi limitado e ele sofreu com lesões em 2000.
Lue se destacou nos playoffs de 2001. Devido à sua agilidade, foi especificamente utilizado para marcar Allen Iverson no Jogo 1 das Finais. Em um momento memorável do Jogo 1, Iverson executou um crossover e fez um arremesso na frente de Lue, então pisou sobre ele. Embora o Philadelphia 76ers tenham ganhado o Jogo 1, os Lakers venceram os próximos quatro e conquistaram o título da NBA, com Lue aparecendo em cada jogo das Finais.

### Washington Wizards (2001–2003)
Na entressafra de 2001, Lue assinou com o Washington Wizards, onde teve consideravelmente mais tempo de jogo e, consequentemente, se tornou um melhor armador. Durante seu tempo com os Wizards, ele teve médias de 8.2 pontos e 3.2 assistências em 23.6 minutos.

### Orlando Magic (2003–2004)
Lue jogou no Orlando Magic na temporada de 2003-04 e teve muitos minutos ao lado de Tracy McGrady, mas a equipe teve o pior recorde da NBA naquela temporada: 21–61.

### Houston Rockets (2004)
Após o término da temporada, Lue, McGrady, Juwan Howard e Reece Gaines foram trocados para o Houston Rockets por Steve Francis, Cuttino Mobley e Kelvin Cato. Em Houston, Lue viu uma redução notável no tempo de jogo devido ao excesso de armadores no elenco.

### Atlanta Hawks (2004–2008)
Lue foi trocado no meio da temporada para o Atlanta Hawks por Jon Barry. Lue foi destaque em Atlanta, embora sua equipe novamente tivesse o pior recorde da NBA e o pior recorde da história da franquia: 13–69.
Em 30 de agosto de 2005, Lue re-assinou com os Hawks.

### Dallas Mavericks (2008)
Em 16 de fevereiro de 2008, Lue foi adquirido pelo Sacramento Kings em uma troca que enviou Mike Bibby para os Hawks. Ele foi dispensado pelos Kings em 28 de fevereiro de 2008, sem jogar nenhuma partida por eles. Após isso, Lue assinou um contrato com o Dallas Mavericks em 4 de março.

### Milwaukee Bucks (2008–2009)
Em 17 de julho de 2008, Lue foi contratado pelo Milwaukee Bucks.

### Retorno ao Magic (2009)
Em 5 de fevereiro de 2009, Lue foi trocado de volta para o Orlando Magic em troca de Keith Bogans e considerações financeiras. No último ano de Lue como jogador da NBA, o Magic liderado por Dwight Howard chegou às Finais de 2009, mas perdeu para o antigo time de Lue, o Los Angeles Lakers.

## Carreira de Treinador

### Boston Celtics (2011–2013)
Em 23 de outubro de 2009, o Boston Celtics nomeou Lue como diretor de desenvolvimento de basquete. Ele se tornou assistente no staff do técnico principal dos Celtics, Doc Rivers, na temporada de 2011-12.

### Los Angeles Clippers (2013–2014)
Em julho de 2013, Lue ingressou na equipe técnica do Los Angeles Clippers.

### Cleveland Cavaliers (2014–2018)
Em 23 de junho de 2014, Lue ingressou no Cleveland Cavaliers como treinador assistente principal, tornando-se o assistente mais bem pago da NBA. Lue havia sido um dos principais candidatos ao cargo de técnico principal dos Cavaliers, que acabou sendo atribuído a David Blatt.
Em 22 de janeiro de 2016, Lue foi nomeado técnico principal dos Cavaliers imediatamente após a demissão de Blatt no meio da temporada. Ele assinou um contrato de três anos. Lue levou os Cavaliers a um título da NBA naquele mesmo ano. Em maio, os Cavaliers derrotaram o Toronto Raptors no Jogo 2 das finais da Conferência Leste, mantendo sua sequência invicta nos playoffs de 2016 e tornando Lue o primeiro técnico na história da NBA a vencer seus primeiros 10 jogos de pós-temporada. Oito dias depois, ele levou os Cavaliers às Finais da NBA, tornando-se um dos poucos treinadores a alcançar as Finais após assumir o cargo no meio da temporada. Em 19 de junho de 2016, os Cavaliers conquistaram seu primeiro título da NBA. Lue tornou-se o segundo técnico estreante em dois anos a ganhar o título, o terceiro técnico (junto com Paul Westhead em 1979-80 e Pat Riley em 1981-82) a vencer um título após assumir no meio da temporada, e a 14ª pessoa a ter ganhado um título da NBA como técnico principal e como jogador.
Na temporada de 2016-17, Lue treinou os Cavaliers para um recorde de 51-31. Nos playoffs, os Cavaliers tiveram um recorde de 12-1 antes de chegarem às Finais de 2017, onde perderam para o Golden State Warriors em cinco jogos.
Em 19 de março de 2018, Lue anunciou que tiraria uma licença do cargo de treinador dos Cavaliers, citando dores no peito recorrentes. Lue voltou a treinar antes do fim da temporada regular e ajudou os Cavaliers a alcançar as Finais de 2018, onde perderam para os Warriors em quatro jogos.
O estilo de treinamento de Lue em Cleveland baseava-se na flexibilidade e na consistência de LeBron James; ele movia jogadores ao redor de James para se ajustar aos confrontos. Em 2016, sua equipe seguiu o próprio plano dos Warriors para derrotá-los. Segundo um escritor, as equipes de Lue podem parecer indisciplinadas e despreparadas na temporada regular, mas nos playoffs, ele foi elogiado por sua capacidade de "pensar vários movimentos à frente e criar vantagens de confronto". No ESPY Awards de 2016, Lue foi nomeado Melhor Técnico/Gerente e os Cavaliers foram nomeados Melhor Equipe.
Em 28 de outubro de 2018, os Cavaliers demitiram Lue após um início de temporada com 0-6.

### Retorno aos Clippers (2019–Presente)
Após ser demitido por Cleveland, Lue trabalhou em um papel informal com Doc Rivers, que agora era o técnico principal do Los Angeles Clippers. Antes da temporada de 2019-20, Lue foi nomeado o principal assistente técnico no staff de Rivers.
Em 20 de outubro de 2020, Lue foi promovido a técnico principal dos Clippers após a saída de Rivers. Em sua primeira temporada, ele levou os Clippers às finais da Conferência Oeste, a primeira aparição da franquia na final de conferência, mas perderam para o Phoenix Suns em seis jogos.
Em 29 de maio de 2024, Lue concordou com um contrato de 5 anos e US$70 milhões para retornar como técnico principal dos Clippers.

## Estatísticas da carreira

### Treinador
| Time          | Ano      | Temporada regular | Temporada regular | Temporada regular | Temporada regular | Temporada regular | Playoffs | Playoffs | Playoffs | Playoffs | Playoffs                         |
| Time          | Ano      | J                 | V                 | D                 | %                 | Classificação     | J        | V        | D        | %        | Resultado final                  |
| ------------- | -------- | ----------------- | ----------------- | ----------------- | ----------------- | ----------------- | -------- | -------- | -------- | -------- | -------------------------------- |
| Cleveland     | 2015–16  | 41                | 27                | 14                | .659              | 1º na Central     | 21       | 16       | 5        | .762     | Campeão da NBA                   |
| Cleveland     | 2016–17  | 82                | 51                | 31                | .622              | 1º na Central     | 18       | 13       | 5        | .722     | Perdeu nas Finais da NBA         |
| Cleveland     | 2017–18  | 82                | 50                | 32                | .610              | 1º na Central     | 22       | 12       | 10       | .545     | Perdeu nas Finais da NBA         |
| Cleveland     | 2018–19  | 6                 | 0                 | 6                 | .000              | (demitido)        | —        | —        | —        | —        | —                                |
| L.A. Clippers | 2020–21  | 72                | 47                | 25                | .653              | 2º no Pacifico    | 19       | 10       | 9        | .526     | Perdeu nas Finais de Conferência |
| L.A. Clippers | 2021–22  | 82                | 42                | 40                | .512              | 3º no Pacifico    | –        | –        | –        | –        | Não foi para os playoffs         |
| L.A. Clippers | 2022–23  | 82                | 44                | 38                | .537              | 3º no Pacifico    | 5        | 1        | 4        | .200     | Perdeu na Primeira Rodada        |
| L.A. Clippers | 2023–24  | 82                | 51                | 31                | .622              | 1º no Pacifico    | 6        | 2        | 4        | .333     | Perdeu na Primeira Rodada        |
| Carreira      | Carreira | 529               | 312               | 217               | .526              | Time              | 91       | 54       | 37       | .514     |                                  |

|  | Campeão da NBA |

### Jogador
| † | Campeão da NBA |

#### Temporada Regular
| Ano      | Time      | PJ  | PT  | MPJ  | AP   | 3P   | LL   | RT  | AS  | BR  | TO  | PPJ  |
| -------- | --------- | --- | --- | ---- | ---- | ---- | ---- | --- | --- | --- | --- | ---- |
| 1999     | Lakers    | 15  | 0   | 12.5 | .431 | .438 | .571 | 0.4 | 1.7 | 0.3 | 0.0 | 5.0  |
| 2000     | Lakers†   | 8   | 0   | 18.3 | .487 | .500 | .750 | 1.5 | 2.1 | 0.4 | 0.0 | 6.0  |
| 2001     | Lakers†   | 38  | 1   | 12.3 | .427 | .324 | .792 | 0.8 | 1.2 | 0.5 | 0.0 | 3.4  |
| 2002     | Wizards   | 71  | 0   | 20.5 | .427 | .447 | .762 | 1.7 | 3.5 | 0.7 | 0.0 | 7.8  |
| 2003     | Wizards   | 75  | 24  | 26.5 | .433 | .341 | .875 | 2.0 | 3.5 | 0.6 | 0.0 | 8.6  |
| 2004     | Magic     | 76  | 69  | 30.7 | .433 | .383 | .771 | 2.5 | 4.2 | 0.8 | 0.1 | 10.5 |
| 2005     | Rockets   | 21  | 3   | 22.8 | .393 | .333 | .778 | 1.9 | 2.8 | 0.4 | 0.0 | 6.0  |
| 2005     | Hawks     | 49  | 46  | 31.2 | .464 | .364 | .871 | 2.2 | 5.4 | 0.5 | 0.0 | 13.5 |
| 2006     | Hawks     | 51  | 10  | 24.2 | .459 | .457 | .855 | 1.6 | 3.1 | 0.5 | 0.1 | 11.0 |
| 2007     | Hawks     | 56  | 17  | 26.6 | .416 | .348 | .883 | 1.9 | 3.6 | 0.4 | 0.0 | 11.4 |
| 2008     | Hawks     | 33  | 3   | 17.1 | .439 | .435 | .857 | 1.2 | 1.8 | 0.3 | 0.0 | 6.8  |
| 2008     | Mavericks | 17  | 0   | 10.1 | .474 | .529 | .250 | 0.8 | 0.9 | 0.0 | 0.1 | 3.8  |
| 2009     | Bucks     | 30  | 0   | 13.1 | .454 | .467 | .750 | 1.2 | 1.5 | 0.2 | 0.0 | 4.7  |
| 2009     | Magic     | 14  | 0   | 9.2  | .395 | .353 | .667 | 0.8 | 1.0 | 0.1 | 0.0 | 3.0  |
| Carreira | Carreira  | 554 | 173 | 22.7 | .437 | .391 | .829 | 1.7 | 3.1 | 0.5 | 0.0 | 8.5  |

#### Playoffs
| Ano      | Time      | PJ | PT | MPJ  | AP    | 3P    | LL   | RT  | AS  | BR  | TO  | PPJ |
| -------- | --------- | -- | -- | ---- | ----- | ----- | ---- | --- | --- | --- | --- | --- |
| 1999     | Lakers    | 3  | 0  | 11.0 | .412  | .000  | .000 | 0.7 | 2.0 | 0.7 | 0.0 | 4.7 |
| 2001     | Lakers†   | 15 | 0  | 8.7  | .345  | .385  | .800 | 0.7 | 0.7 | 0.8 | 0.1 | 1.9 |
| 2008     | Mavericks | 2  | 0  | 1.0  | .000  | .000  | .000 | 0.5 | 0.5 | 0.0 | 0.0 | 0.0 |
| 2009     | Magic     | 1  | 0  | 4.0  | 1.000 | 1.000 | .000 | 0.0 | 0.0 | 0.0 | 0.0 | 5.0 |
| Carreira | Carreira  | 21 | 0  | 8.1  | .388  | .375  | .800 | 0.6 | 0.8 | 0.7 | 0.1 | 2.3 |

## Honrarias

### Treinador
- Campeão da NBA: 2016
- Finalista da NBA: 2016, 2017 e 2018
- Treinador do NBA All-Star Game: 2016
- ESPY de Melhor Treinador: 2016

### Jogador
- Campeão da NBA: 2000 e 2001
- Finalista da NBA: 2000, 2001 e 2009